# Donauhallen

Donauhallen Logo

Die Donauhallen (bis 1974 Stadthalle Donaueschingen) sind ein Messe-, Kongress- und Veranstaltungszentrum in Donaueschingen. Die Donauhallen umfassen insgesamt drei Hallen und drei Seminarräume mit einer Gesamtfläche von über 3000 Quadratmetern.

## Geschichte

### Die erste Festhalle
1899 leistete sich Donaueschingen erstmals eine Festhalle, die auf dem alten Festhallenplatz in Betrieb ging. Nach dem großen Stadtbrand vom 5. August 1908 diente sie als Notunterkunft für obdachlose Familien. 46 Jahre lang fanden hier Veranstaltungen aller Art statt, ehe sie am 22. Februar 1945 durch alliierte Fliegerbomben zerstört wurde.
Nach Kriegsende folgte ein Provisorium. Ab 1946 pachtete die Stadt die 1823 erbaute Fürstlich Fürstenbergische Reithalle in der Sennhofstraße und baute sie zur Nutzung als städtische Festhalle um. Für Vieh- und Schweinemärkte errichtete man am jetzigen Standort der Donauhallen 1951 eine Mehrzweckhalle.

### Die zweite Festhalle
Während eines Konzerts ging die provisorische Festhalle am 20. März 1955 in Flammen auf. Diese Brandkatastrophe führte zu Plänen, die Festhalle wieder ins Stadtzentrum zu rücken. Es kam die Idee auf, die 1951 am Standort der heutigen Donauhallen in Betrieb genommene Markthalle zu einer Mehrzweckhalle umzubauen, dem heutigen Mozart-Saal. Neben der Nutzung für Viehmärkte sollte auch jene für Vereins- und sonstige Feierlichkeiten möglich sein. Als Ersatz für die Markthalle wurde im Sommer 1956 die Halle B gebaut, der heutige Bartók-Saal.

### Die Mehrzweckhalle wird zur Festhalle
Ende der 1960er Jahre wurde offensichtlich, dass die Mehrzweckhalle den gestiegenen Ansprüchen der internationalen Musiktage nicht mehr genügte. Im Februar 1969 informierte Bürgermeister Robert Schrempp den Gemeinderat darüber, dass der Südwestfunk viele geplante Aufführungen in der alten Halle nicht verwirklichen könne und deshalb rasch über einen Umbau gesprochen werden müsse. Nach einigem Hin und Her stimmte der Gemeinderat für eine Veredelung der Markthalle zur Festhalle, die einem Neubau gleichkam. Rechtzeitig zu den Musiktagen ging die neuen Halle am 18. Oktober 1970 ohne Einweihungsfeier in Betrieb.
In der Zeit danach wurden die Donauhallen A und B mehrfach saniert und umgebaut. Mit einem Anbau an die Halle B wurde 1970 die Halle C neu geschaffen. Die Halle A, der heutige Mozart-Saal, wurde optimiert, insbesondere die Beschallung sowie die Akustik und die Bühnentechnik. Hinzu kam die Erweiterung des Foyers. Anfang 1974 wurde die Stadthalle zu Donauhalle umbenannt.

### Modernisierung
1999 gab es erste Pläne für eine Generalsanierung der Donauhalle. Nachdem der Architektenwettbewerb für die Modernisierung schon 2002 ausgerufen worden war, erhitzten die Erweiterungspläne der Stadt im Jahr 2006 die Gemüter der Bürger. Ein Bürgerentscheid war die Folge, der jedoch scheiterte. Nach unzähligen Gemeinderats- und Ausschusssitzungen sowie Anpassungen der Entwürfe schritt Oberbürgermeister Thorsten Frei am 5. März 2008 zum Spatenstich für die Generalsanierung, die das Architekturbüro Schaudt aus Konstanz projektierte. Am 11. September 2010 wurden die Donauhallen neu eröffnet. Das architektonische Ziel war es, die beiden einzelnen bestehenden Hallen mit dem neuen Strawinsky-Saal, einer Foyerlandschaft und dem neuen Seminarbereich zu einem Hallenensemble zusammenzufügen.

## Räume

### Mozart-Saal
Der Mozart-Saal ist für Konzertveranstaltungen, Tagungen, Kongresse, Präsentationen und Galas geeignet.
- Fläche: 600 m2
- Fläche Bühne: 150 m2
- Fläche Foyer: 240 m2
- Sitzplätze: 1012
- Stehplätze: 1200

### Strawinsky-Saal
Der Strawinsky-Saal verfügt über einen Podesterieboden.
- Fläche: 390 m2
- Fläche Foyer: 317 m2
- Raummaße: 26,85 m lang × 14,45 m breit × 7,5 m lichte Höhe
- Sitzplätze: 404

### Bartók-Saal
Der Bartók-Saal ist per PKW und LKW befahrbar. Der Saal ist für Großpräsentationen und Messen geeignet.
- Fläche: 1100 m2
- Fläche Empore: 137 m2
- Sitzplätze: 1256
- Stehplätze: 2000

### Seminarräume
Die drei Seminarräume – Stockhausen, Hindemith und Schönberg – verfügen über modernste Kommunikationstechnik. Sie können individuell miteinander kombiniert werden und bieten Platz für Seminare, Tagungen und Fortbildungsveranstaltungen.

## Veranstaltungen
- Seit 1951 werden jährlich Veranstaltungen der Donaueschinger Musiktage in den Donauhallen aufgeführt.
- Seit 1951 finden jeden Monat Viehmärkte im Bartók-Saal statt.
- Auch sportliche Veranstaltungen wurden hier ausgerichtet, wie die Weltmeisterschaft der Gewichtheber Junioren 1986 und die Weltmeisterschaft der Gewichtheber Senioren Männer und Frauen 1991.
- Im Jahr 2011 fand der Landesparteitag der CDU Baden-Württemberg mit Bundeskanzlerin Angela Merkel statt.
- 2011 absolvierte Kaya Yanar einen Tourtermin in Donaueschingen.
- 2012 wurde ein Konzert von Culcha Candela ausgetragen.
- 2012 fand der Landesfestakt 60 Jahre Baden-Württemberg statt.